# آرثر شيلدز
آرثر شيلدز (بالإنجليزية: Arthur Shields)‏ هو ممثل أيرلندي، ولد في 15 فبراير 1896 في دبلن في جمهورية أيرلندا، وتوفي في 27 أبريل 1970 في سانتا باربارا في الولايات المتحدة بسبب نفاخ رئوي.

## أعمال

### أفلام
- (1940) بيت الرحلة الطويلة
- (1941) كم كان واديي مخضرا
- (1942) البجعة السوداء
- (1942) السيد جيم
- (1942) حصاد عشوائي
- (1950) لبست الشريط الأصفر
- (1952) الرجل الهادئ
- (1956) ملك وأربع ملكات
- (1962) الحمامة التي إستحوذت على روما

## وصلات خارجية
- آرثر شيلدز على موقع IMDb (الإنجليزية)
- آرثر شيلدز على موقع ألو سيني (الفرنسية)
- آرثر شيلدز على موقع أول موفي (الإنجليزية)
- آرثر شيلدز على موقع قاعدة بيانات برودواي على الإنترنت (الإنجليزية)
- آرثر شيلدز على موقع قاعدة بيانات الأفلام السويدية (السويدية)
- آرثر شيلدز على موقع قاعدة بيانات الفيلم (الإنجليزية)
- آرثر شيلدز على موقع كينوبويسك (الروسية)